# Dicliptera induta
Dicliptera induta är en akantusväxtart som beskrevs av W. W. Smith. Dicliptera induta ingår i släktet Dicliptera och familjen akantusväxter. Inga underarter finns listade i Catalogue of Life.